# Noyal-sur-Brutz

Noyal-sur-Brutz este o comună în departamentul Loire-Atlantique, Franța. În 2009 avea o populație de 575 de locuitori.